# Гиньикур-сюр-Ванс
Гиньику́р-сюр-Ванс (фр. Guignicourt-sur-Vence) — коммуна во Франции, находится в регионе Шампань — Арденны. Департамент — Арденны. Входит в состав кантона Флиз. Округ коммуны — Шарлевиль-Мезьер.
Код INSEE коммуны — 08203.
Коммуна расположена приблизительно в 195 км к северо-востоку от Парижа, в 85 км севернее Шалон-ан-Шампани, в 11 км к юго-западу от Шарлевиль-Мезьера.

## Население
Население коммуны на 2008 год составляло 299 человек.
| 1962 | 1968 | 1975 | 1982 | 1990 | 1999 | 2008 |
| ---- | ---- | ---- | ---- | ---- | ---- | ---- |
| 242  | 269  | 267  | 257  | 313  | 317  | 299  |

## Экономика
В 2007 году среди 202 человек в трудоспособном возрасте (15—64 лет) 160 были экономически активными, 42 — неактивными (показатель активности — 79,2 %, в 1999 году было 69,8 %). Из 160 активных работали 145 человек (77 мужчин и 68 женщин), безработных было 15 (9 мужчин и 6 женщин). Среди 42 неактивных 10 человек были учениками или студентами, 15 — пенсионерами, 17 были неактивными по другим причинам.

## Достопримечательности
- Замок XVIII века
- Дендрарий